# David Odar
David Odar, född 22 oktober 1972, är en svensk boxare. Odar tävlar för Angereds BC och tog 2001 guld på SM i tungvikt.